# Peromyscus eva
Peromyscus eva — вид гризунів роду Peromyscus родини хомя'кових (Cricetidae), ендемік, який зустрічається тільки на півострові Каліфорнія у Мексиці.

## Опис
Загальна довжина цього виду гризунів не враховуючи хвіст становить 100 мм, а разом з ним — близько 190 мм. Хутро червонувато-коричневе або кольору охри на більшій частині тіла, з блідо-сірими відмітинами на носі, щоках і навколо очей. Вуха світло-коричневі і майже безволосі, а низ їх кремово-білий. Цей вид мишей найбільш чітко відрізняється від кактусової миші, яка знаходиться у тому ж географічному регіоні, за формою бакулюма, хоча Peromyscus eva також, як правило, темніша і з більш довгим хвостом.
Мало що відомо про біологію ціх мишей, але зазвичай вони мешкають близько до сукулентів (через що і отримали свою назву) і розмножуються в період з лютого по липень.

## Ареал
Peromyscus evaмешкає тільки у південній частині півостова Каліфорнія у Мексиці. У цьому регіоні мешкає нижче 1,800 м від рівня моря в безпосередній близькості від місць росту таких рослин, як кактуси циліндропунції, Stenocereus thurberi і ятрофа, а також на сільськогосподарських землях. Були визначені два підвиди:
- Peromyscus eva eva — у Південної Нижньої Каліфорнії
- Peromyscus eva carmeni — на острові Кармен в Національному парку Баія де Лорето